# ショットキー型比熱
ショットキー型比熱とは、統計力学で2準位原子系を考察して得られる、比熱の温度変化を表すモデルである。比熱がある温度においてピーク値をとる特徴がある。
このモデルでは比熱 C は、原子の数 N、および2つの準位のエネルギー差の半分 ε0 で無次元化された温度 x := kBT / ε0 を用いて
{\displaystyle C(x)={\frac {Nk_{B}}{x^{2}\cosh ^{2}(1/x)}}}
で表される。この C は x = 0.83 で最大値をとり、x → 0, ∞ で C → 0 となる。
名称はヴァルター・ショットキーにちなむ。